# بلقشة مقنعة
البلقشة المقنعة أو البلقشة المقلنسة (الاسم العلمي: Lophodytes cucullatus)، هو نوع أحادي الطراز من الطيور يتبع أسرة البلقشاوات ضمن فصيلة البطية ضمن رتبة الأوزيات. ذكر البلقشة المقنعة لونه أسود أما أنثاه فلونها بني مع الرمادي وأيضاً بياض في منطقة البطن.